# Larry Fine

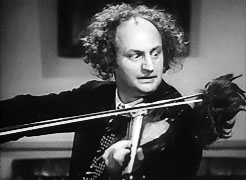
Larry Fine im Film Chaos vor Gericht (1936)

Larry Fine (eigentlich Louis Feinberg; * 5. Oktober 1902 in Philadelphia, Pennsylvania; † 24. Januar 1975 in Woodland Hills, Kalifornien) war ein US-amerikanischer Komiker und Schauspieler. Er war zeitweise Mitglied der Komikergruppe The Three Stooges.

## Leben
Larry Fines Eltern, Fanny Feinberg, geborene Lieberman, und Joseph Feinberg, besaßen ein Uhren- und Juweliergeschäft. Fine, der zwei Brüder und eine Schwester hatte, verätzte sich als Kind den Arm mit Säure, die sein Vater als Juwelier gebrauchte. Auf Rat von Ärzten begann Fine Geige zu spielen, um seine geschädigten Armmuskeln zu trainieren. Er zeigte Talent und trat schließlich an lokalen Theatern als Violinist auf. Auch mit Boxen in der Gewichtsklasse Fliegengewicht verdiente er sich etwas Geld dazu. Er wurde schließlich Mitglied der Three Stooges, die ab 1934 für eine Kurzfilmreihe von Columbia Pictures regelmäßig vor der Kamera standen. Auch in Filmen wie Ich tanze nur für Dich (1933) mit Joan Crawford und Clark Gable traten sie gemeinsam als Komiker auf. Später folgten zahlreiche gemeinsame Live- und Fernsehauftritte.
Fine hatte mit seiner Frau Mable, die 1967 starb, eine Tochter mit dem Namen Phyllis und einen Sohn Johnny, der 1961 im Alter von 24 Jahren bei einem Autounfall ums Leben kam. Während der Dreharbeiten zu Kook’s Tour im Jahr 1970 erlitt Fine einen Schlaganfall und trat fortan nicht mehr als Komiker auf. Er starb 1975 im Alter von 72 Jahren. Bestattet wurde Larry Fine auf dem Friedhof Forest Lawn Memorial Park in Glendale.

## Filmografie (Auswahl)
- 1930: Die Drei von der Feuerwache (Soup to Nuts)
- 1933: Ich tanze nur für Dich (Dancing Lady)
- 1934: Zwei Herzen auf der Flucht (Fugitive Lovers)
- 1934: Laurel & Hardy – Hollywood Party (Hollywood Party)
- 1961: Schneewittchen & The Three Stooges (Snow White and the Three Stooges)
- 1962: Haut den Herkules (The Three Stooges Meet Hercules)
- 1963: Eine total, total verrückte Welt (It’s a Mad Mad Mad Mad World)